# Morris McHone
Morris McHone, né en 1943, à Marion, en Caroline du Nord, est un entraîneur et dirigeant américain de basket-ball. 

## Palmarès
- Vainqueur du championnat des Amériques 1997
- Finaliste des Jeux panaméricains de 1999
- Champion CBA 1995, 1996
- Entraîneur de l'année CBA 1995, 1997